# Неравноправен договор
Неравноправни договори е използвано в китайската историография наименование на група от договори, наложени през XIX и началото на XX век на Китай, Корея и Япония от западните Велики сили, главно Великобритания, Франция, Нидерландия, Германия, Русия, Австро-Унгария, Португалия и Съединените щати, а в края на периода и от Япония.

## Списък
| Китай                                                                       | Китай                           | Китай  | Китай                                                         |
| Наименование на договора                                                    | Наименование на договора        | Година | Страна                                                        |
| българско                                                                   | китайско                        | Година | Страна                                                        |
| --------------------------------------------------------------------------- | ------------------------------- | ------ | ------------------------------------------------------------- |
| Нанкински договор                                                           | на китайски: 南京條約           | 1842   | Великобритания                                                |
| Допълнително споразумение за търговия в пет пристанища („Хуменски договор“) | на китайски: 虎門條約           | 1843   | Великобритания                                                |
| Вансяски договор                                                            | на китайски: 中美望廈條約       | 1844   | САЩ                                                           |
| Договор Хуанпу                                                              | на китайски: 黃埔條約           | 1844   | Франция                                                       |
| Айгунски договор                                                            | на китайски: 璦琿條約           | 1858   | Русия                                                         |
| Тиендзински договор                                                         | на китайски: 天津條約           | 1858   | Франция, Великобритания, Русия, САЩ                           |
| Пекинска конвенция                                                          | на китайски: 北京條約           | 1860   | Франция, Великобритания, Русия                                |
| Тиендзински договор с Прусия                                                |                                 | 1861   | Прусия                                                        |
| Чжифуски договор                                                            | на китайски: 煙台條約           | 1876   | Великобритания                                                |
| Китайско-португалски договор                                                | на китайски: 中葡北京條約       | 1887   | Португалия                                                    |
| Симоносекски договор                                                        | на китайски: 馬關條約           | 1895   | Япония                                                        |
| Споразумение за разширение на Хонконг                                       | на китайски: 展拓香港界址專條   | 1898   | Великобритания                                                |
| Боксерски протокол                                                          | на китайски: 辛丑條約           | 1901   | Алианс от осем държави, ведно с Белгия, Испания и Нидерландия |
| Двадесет и едно условия                                                     | на китайски: 二十一條           | 1915   | Япония                                                        |
| Япония                                                                      |                                 |        |                                                               |
| Наименование на договора                                                    | Наименование на договора        | Година | Страна                                                        |
| българско                                                                   | японско                         | Година | Страна                                                        |
| Договор от Канагава                                                         | на японски: 日米和親条約        | 1854   | САЩ                                                           |
| Англо-японско споразумение (1854)                                           | на японски: 日英和親条約        | 1854   | Великобритания                                                |
| Симодски трактат                                                            | на японски: 日露和親条約        | 1855   | Русия                                                         |
| Договор от Ансей                                                            | на японски: 安政条約            | 1858   | Франция, Великобритания, Русия, САЩ, Нидерландия              |
| Договор от Хариса                                                           | на японски: 日米修好通商条約    | 1858   | САЩ                                                           |
| Англо-японско споразумение (1858)                                           | на японски: 日英修好通商条約    | 1858   | Великобритания                                                |
| Корея                                                                       |                                 |        |                                                               |
| Наименование на договора                                                    | Наименование на договора        | Година | Страна                                                        |
| българско                                                                   | корейско                        | Година | Страна                                                        |
| Мирен договор на Канхвадо                                                   | на корейски: 강화도 조약        | 1876   | Япония                                                        |
| Синмиянгьо                                                                  | на корейски: 조미수호통상조약   | 1882   | САЩ                                                           |
| Споразумение Кацура — Тафта                                                 | на корейски: 가쓰라-태프트 밀약 | 1905   | САЩ                                                           |
| Японо-корейски договор за протекторат                                       | на корейски: 을사조약           | 1905   | Япония                                                        |
| Договор за присъединяване на Корея с Япония                                 | на корейски: 한일 병합 조약     | 1910   | Япония                                                        |